# ألون شفوت

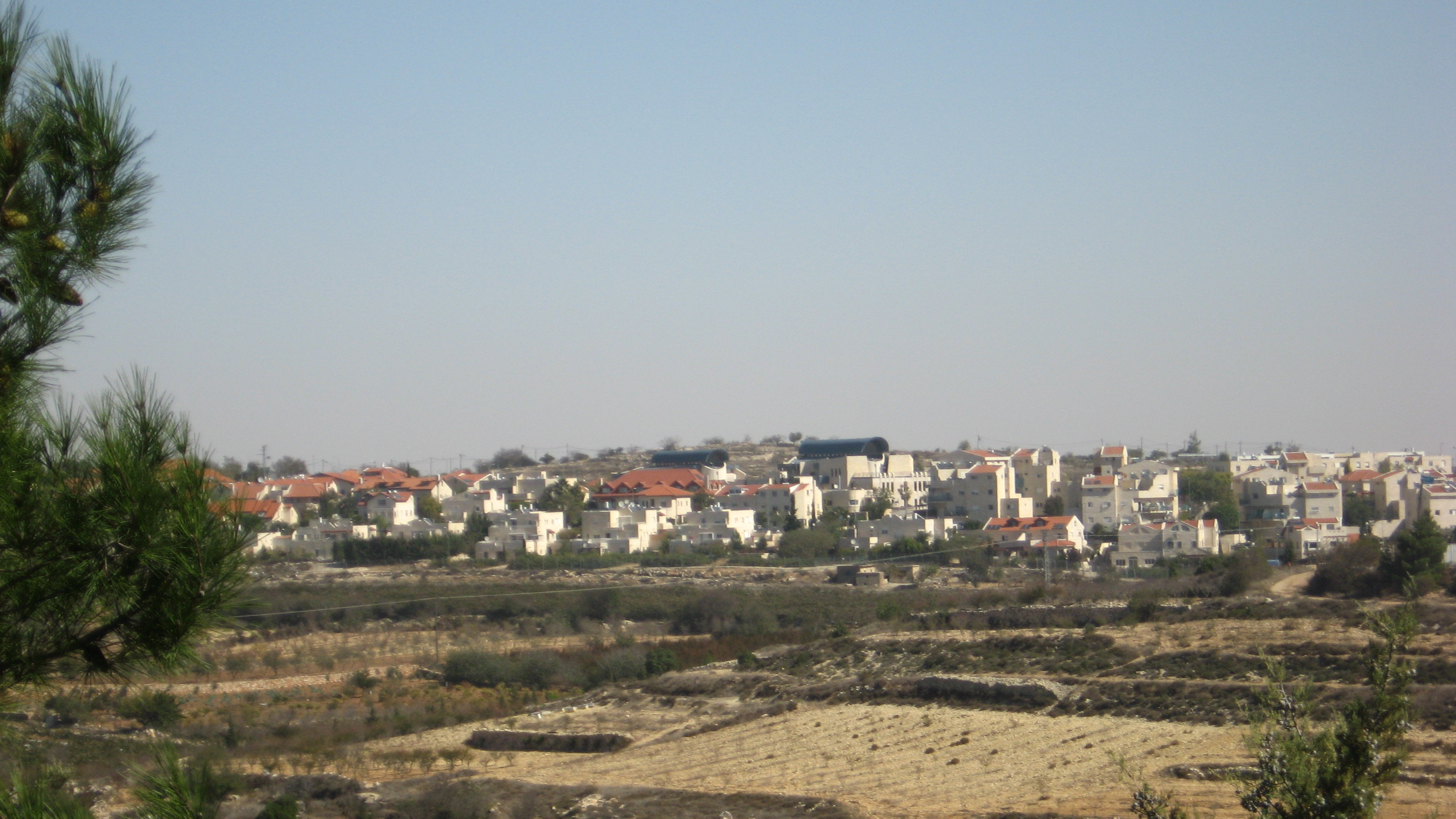
مستوطنة ألون شفوت

ألون شفوت (بالعبرية: אלון שבות) هي مستوطنة إسرائيلية تقع جنوب غرب القدس، وتبعد كيلو متر شمال شرق مستوطنة كفار عتصيون في الضفة الغربية. أنشئت في يونيو 1970 في قلب تجمع عتصيون، أصبحت النموذج الأول للمستوطنات اليهودية في المنطقة. ويديره مجلس جوش عتصيون الإقليمي، وفي عام 2011 ، كان يوجد في المستوطنة 3,051 شخص، ويعتبر المجتمع الدولي المستوطنات الإسرائيلية في الضفة الغربية غير قانونية بموجب القانون الدولي .